# マツダ・CX-9
CX-9（シーエックス-ナイン）は、マツダが製造・販売するクロスオーバーSUVである。

## 初代（2007-2016年）
2007年発売。北米市場においてMPVの実質的な後継車種となる3列シート7人乗りの大型SUVである。ミニバンの需要が縮小傾向にある北米市場では、従来のミニバンに代えて3列シートCUVを投入するメーカーが増えているが、マツダもその中の一つである。デザインは同社の中型CUVであるCX-7によく似たものであるが、直接の派生車種ではない。
プラットフォームはアテンザやCX-7などで使用されているフォード・CD3プラットフォームの拡大版である。エンジンはフォード・サイクロンエンジンのマツダ版であるV型6気筒MZIを搭載。当初は3.5Lであったが、2008年モデルで早くも3.7Lに置き換えられ、最大出力が263馬力から273馬力にアップした。
なお、この3.7L版のMZIはマツダの本社工場で製造が行なわれる。
また、トランスミッションはアイシンAW（現:アイシン）製の6ATが組み合わせられる。
アメリカのモータートレンド誌でビュイック・エンクレイブや日産・ローグをくだして「SUV of the Year」となり、さらに2008年の北米カー・オブ・ザ・イヤー（トラック部門）を受賞した。日本車がこの賞を受賞したのは2006年のホンダ・リッジライン以来のこと。
2009年3月、ニューヨーク国際オートショーでマイナーチェンジしたモデルを公開。内外装の変更を受けた。
2012年9月、オーストラリアで開催されたオーストラリア国際自動車ショーでフロント周りとリヤ周りを大幅に刷新された改良モデルがワールドプレミアとなり、その翌年の2013年より北米を皮切りに発売を開始した。フロントマスクについては、マツダの新しいデザインアイコンである「魂動（こどう）-Soul of Motion」の要素を採り入れた造形となっている。3.7L・V6+6ATのメカニズムに変更はない。

### 年表
- 2006年
  - 4月4日 - ニューヨーク国際自動車ショーにて世界初公開することを発表[3]。
  - 10月30日 - 宇品第1工場にて生産開始[4]。
- 2008年1月4日 - 「2008 North American Truck of the Year」を受賞[5]。
- 2009年3月20日 - マイナーチェンジを発表[6]。
- 2012年9月18日 - 二度目のマイナーチェンジを発表[7]。

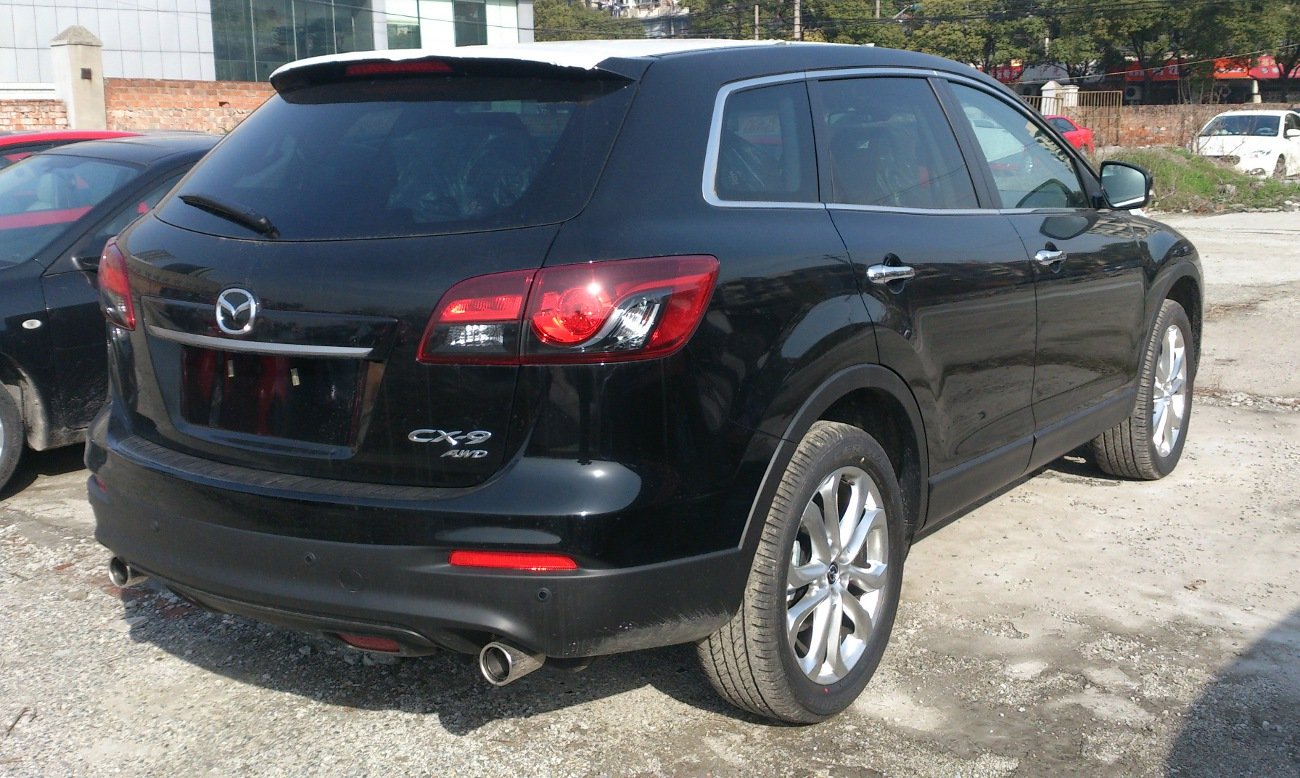
リア
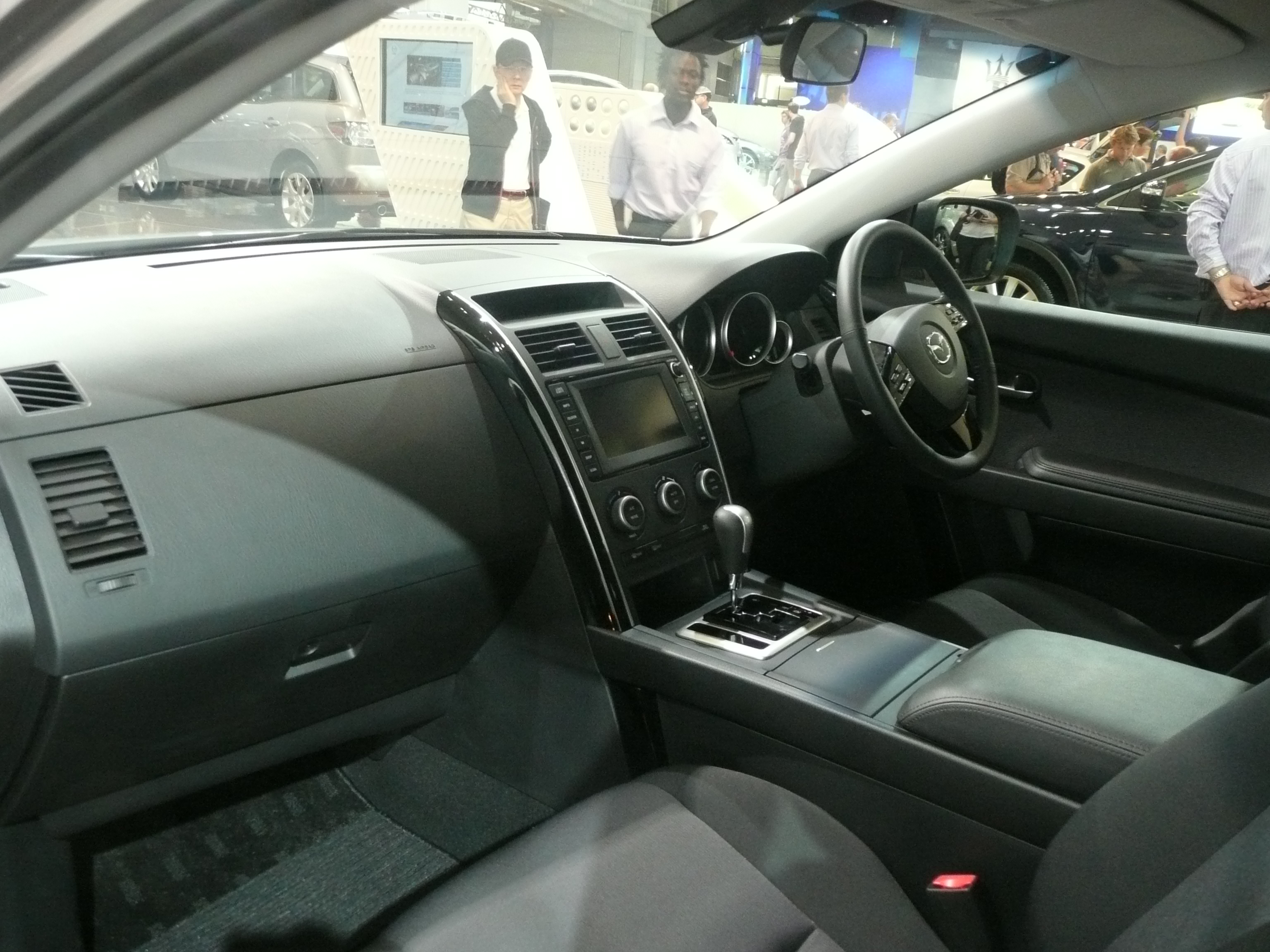
内装

## 2代目（2016年-2023年）
エンジンは先代のV6に代わって、新開発のSKYACTIV-G・2.5Lターボを搭載する。CX-9は日本市場へ導入されなかったが、車幅をマツダ・CX-5と同サイズに縮小したモデルがCX-8として販売された。初代と同等以上の居住空間を確保した。

### 年表
- 2015年11月19日 - ロサンゼルスオートショーにて2代目CX-9を世界初公開[9]。
- 2016年2月12日 - 本社宇品第1（U1）工場で生産を開始[10]。
- 2019年 -「ツーリング」以上のグレードでApple CarPlayとAndroid Autoに対応した。360°ビューモニターやシートクーラーの設定も追加された[8]。
- 2023年6月30日 - アメリカでは2023年モデルをもって販売を終了することを発表[11]。